# Agner Petersen
Agner Petersen (født 19. september 1910 i Randers, død 12. november 1985 i Egå) var en dansk fodboldspiller, som spillede i AGF. Han fik tre kampe på det danske landshold.
Agner Petersen spillede først i B 1921 Aarhus og siden i AFC, da denne klub overtog B 1921.
I 1931 skiftede Agner Petersen til AGF, hvor han hurtigt etablerede sig som en alsidig midtbanespiller. I sin første sæson blev han klubbens topscorer med 14 mål.
I sæsonen 1932-33 var Agner Petersen blandt de bærende kræfter på det AGF-hold, der blev nummer tre i Danmarksturneringen.
I juni 1933 fik han debut på det danske fodboldlandshold i en kamp mod Norge.
Han spillede yderligere to landskampe i 1934.